# كأس مولدوفا 2009–10
كأس مولدوفا 2009–10 هو الموسم 19 من كأس مولدوفا. أقيم خلال الفترة 16 سبتمبر 2009 وحتى 30 مايو 2010، وأشرف على تنظيمه اتحاد مولدافيا لكرة القدم، وكان عدد الأندية المشاركة فيه 16، وفاز فيه نادي شريف تيراسبول.